# 플라보독신
플라보독신(영어: flavodoxin)은 전자전달 단백질이다. 플라보독신은 플라빈 모노뉴클레오타이드(FMN)을 포함하고 있는 세균의 단백질이다. 플라보독신의 구조는 시트의 양쪽에 α-나선으로 둘러싸인 5가닥 평행 β-시트가 특징적이다. 플라보독신은 원핵생물, 남세균, 일부 진핵생물 조류로부터 분리되었다.

## 같이 보기
- 전자전달계
- 플라보단백질
- 플라빈 모노뉴클레오타이드 (FMN)